# Henrik Agersborg
Henrik Agersborg (Herøy, 5 luglio 1872 – Oslo, 23 maggio 1942) è stato un velista norvegese, vincitore della medaglia di bronzo nella classe 6 metri (regole 1907) ai Giochi olimpici di Anversa 1920 insieme a Trygve Pedersen e Einar Berntsen.

## Palmarès
- Giochi olimpici

Anversa 1920: oro nella classe 6 metri (regole 1907).